# Masego
Masego, pseudonimo di Micah Davis (Kingston, 8 giugno 1993), è un cantante e produttore discografico statunitense con cittadinanza giamaicana. Nel corso della sua carriera ha pubblicato 2 album e 3 EP e ha ottenuto una nomination ai Grammy Awards.

## Biografia
Figlio di un militare giamaicano immigrato negli Stati Uniti e di una donna afroamericana, mostra una forte predisposizione per la musica fin da bambino, tant'è che inizia a suonare la batteria già a 5 anni. Impara successivamente a suonare pianoforte, sassofono e diversi tipi di batteria, sempre da autodidatta. Assume quindi lo pseudonimo di Masego durante le scuola superiori, per poi iniziare un percorso universitario che interromperá precocemente per focalizzarsi sulla sua carriera musicale. A partire dal 2015 inizia a pubblicare musica in maniera indipendente, realizzando in questa modalità l'EP collaborativo The Pink Polo EP con Medasin e l'EP da solista Loose Thoughts.
Nel 2017 pubblica il singolo Tadow, che viene certificato platino negli Stati Uniti. Nel 2018 pubblica il suo album di debutto Lady Lady via EQT Recordings e inizia a lavorare come produttore musicale per altri artisti, arrivando dopo alcuni anni a lavorare per interpreti noti come Drake e Ari Lennox. Nel 2021 entra a far parte di Universal Music Group e pubblica il suo terzo EP Studying Abroad, per il quale viene nominato ai Grammy Awards 2022 nella categoria Best Progressive R&B Album.
Nel 2022 si esibisce nel corso del festival Coachella ed esegue il suo primo tour europeo. Il 3 marzo 2023 viene pubblicato il secondo album in studio, intitolato semplicemente Masego. L'album è anticipato dal singolo Two Sides. Viene annunciato contestualmente un tour nordamericano e la partecipazione ad alcuni festival britannici.

## Stile e influenze musicali
Masego definisce il suo genere musicale come TrapHouseJazz, nome che del resto aveva assegnato anche alla sua casa discografica indipendente.

## Discografia

### Album
- 2018 – Lady Lady
- 2023 – Masego

### EP
- 2015 – The Pink Polo EP (con Medasin)
- 2016 – Loose Thoughts
- 2021 – Studying Abroad

### Singoli
- 2017 –Tadow (feat. French Kiwi Juice)
- 2020 – Mystery Lady (feat. Don Toliver)
- 2021 – My City (feat. Elhae)
- 2021 – Yamz (con David Morrison)
- 2023 – Two Sides (I'm So Gemini)